# Goodfield
Goodfield ist ein Village in den USA im US-Bundesstaat Illinois. Der Ort liegt im Woodford County und zum Teil im Tazewell County. Das U.S. Census Bureau hat bei der Volkszählung 2020 eine Einwohnerzahl von 936 ermittelt.

## Geographie
Goodfield liegt am Mackinaw River im südöstlichen Vorortbereich der Stadt Peoria auf 40°37'38" nördlicher Breite und 89°16'21" westlicher Länge und erstreckt sich über 13,88 km², die ausschließlich aus Landfläche bestehen.
Am südlichen Rand von Goodfield verläuft die Interstate 74, die die kürzeste Verbindung von Indianapolis in die Quad Cities bildet. Durch das Zentrum der Stadt führt der U.S. Highway 150 und parallel dazu eine Eisenbahnlinie.
Die nächstgelegenen größeren Städte sind Peoria (31,2 km westnordwestlich) und Bloomington (34,3 km südöstlich). Chicago liegt 233 km nordöstlich, Illinois’ Hauptstadt befindet sich 122 km südsüdwestlich von Goodfield.

## Geschichte
Goodfield wurde im Jahre 1888 unter dem Namen „Town of Guthville“ von John Guth gegründet. Gründungsgrund war die Eisenbahn, die eine neue Strecke in Betrieb nahm. Knapp ein Jahr später wurde der Name des Ortes in Goodville umbenannt.
Im Jahre 1957 wurde Goodville offiziell der Status „Village“ verliehen. Im gleichen Jahr wurde eine Wasserkanalisation geplant, die im Jahre 1980 gebaut wurde.

## Demografische Daten
Bei der offiziellen Volkszählung im Jahre 2000 wurde eine Einwohnerzahl von 686 ermittelt. Diese verteilten sich auf 229 Haushalte in 199 Familien. Die Bevölkerungsdichte lag bei 176,6 Einwohnern pro Quadratkilometer. Es gab 227 Wohngebäude, was einer Bebauungsdichte von 58,4 Gebäuden je Quadratkilometer entsprach.
Die Bevölkerung bestand im Jahre 2000 fast ausschließlich Weißen (99,1 Prozent).
32,4 Prozent waren unter 18 Jahren, 7,7 Prozent zwischen 18 und 24, 29,3 Prozent von 25 bis 44, 20,0 Prozent von 45 bis 64 und 10,6 Prozent 65 und älter. Das mittlere Alter lag bei 33 Jahren. Auf 100 Frauen kamen statistisch 98,8 Männer, bei den über 18-Jährigen 93,3.
Das mittlere Einkommen pro Haushalt betrug 60.069 US-Dollar (USD), das mittlere Familieneinkommen 61.736 USD. Das mittlere Einkommen der Männer lag bei 46.042 USD, das der Frauen bei 26.125 USD. Das Pro-Kopf-Einkommen belief sich auf 20.099 USD. Rund 2,1 Prozent der Familien und 3,2 Prozent der Gesamtbevölkerung lagen mit ihrem Einkommen unter der Armutsgrenze.